# Agon-Coutainville
Agon-Coutainville település Franciaországban, Manche megyében. Lakosainak száma 3013 fő (2022. január 1.). Agon-Coutainville Blainville-sur-Mer, Saint-Malo-de-la-Lande és Tourville-sur-Sienne községekkel határos.

## Népesség
A település népességének változása:
| Lakosok száma | 2280 | 2321 | 2510 | 2804 | 2799 | 2796 | 2791 | 2796 | 2869 | 3013 |
|               | 1968 | 1982 | 1990 | 2006 | 2013 | 2015 | 2017 | 2019 | 2020 | 2022 |